# دانشگاه مونکتون
دانشگاه مونکتون یک دانشگاه دولتی در شهر مونکتون استان نیوبرانزویک کانادا است. 

## تاریخچه
این دانشگاه در سال ۱۹۶۳ در استان نیوبرانزویک تاسیس شد.

## دانشکده‌ها
- دانشکده هنرها و علوم اجتماعی
- دانشکده مهندسی
- دانشکده علوم
- دانشکده حقوق